# Lynne Cheney
Lynne Ann Vincent Cheney (ur. 14 sierpnia 1941 w Casper w stanie Wyoming) – małżonka byłego wiceprezydenta USA Dicka Cheneya, od 2001 do 2009 druga dama Stanów Zjednoczonych.
W 1964 została małżonką przyszłego republikańskiego polityka Dicka Cheneya, z którym ma dwie córki:
- Elizabeth Cheney (ur. 28 lipca 1966)
- Mary Cheney (ur. 14 marca 1969)

W 2018 filmie Vice w reżyserii Adama McKaya w postać Lynne Vincent Cheney wcielły się Amy Adams (główna rola) oraz Cailee Spaeny (jako nastolatka).